# VIA C3
De VIA C3 is een processor van VIA voor pc's of daar op gebaseerde systemen die in 2001 op de markt kwam. De belangrijkste pijlers van de C3 waren ten eerste de zeer lage prijs van de processor en ten tweede het lage stroomverbruik en daarmee de lage warmteontwikkeling. De VIA-processor is gebaseerd op de Socket 370-architectuur van Intel, waardoor de processor in principe probleemloos gebruikt kan worden op de vele Socket 370-moederborden die de markt rijk is. Aangezien het duidelijk om een lowbudgetprocessor gaat, wordt deze vooral veel gezien in combinatie met goedkope micro-ATX Socket 370-moederborden met alles geïntegreerd.
De VIA C3 is vooral ontwikkeld voor snelle toegang tot mediabestanden. Deze is daardoor zeer geschikt voor servers met een laag vermogen e.d. Tevens zijn er Media Centre's en tablet-pc's (Origami van Microsoft) te verkrijgen.